# Южноазиатские игры 1993
6-и Южноазиатские федеративные игры состоялись в Дакке (Бангладеш) в 1993 году. Бангладеш второй раз принимал Южноазиатские игры (первый раз в 1985 году). Церемония открытия состоялась 20 декабря, а закрытия — 27 декабря. Спортсмены из 7 стран приняли участие в состязаниях по 11 видам спорта. Дакка стала первым городом дважды принявшим Южноазиатские игры.

## Виды спорта
- Лёгкая атлетика
- Бокс
- Футбол
- Дзюдо
- Кабадди
- Стрелковый спорт
- Плавание
- Теннис
- Настольный теннис
- Волейбол
- Тяжёлая атлетика

## Итоги Игр
| Место | Страна    | Золото | Серебро | Бронза | Всего |
| ----- | --------- | ------ | ------- | ------ | ----- |
| 1     | Индия     | 60     | 46      | 31     | 137   |
| 2     | Пакистан  | 23     | 22      | 20     | 65    |
| 3     | Шри-Ланка | 20     | 22      | 39     | 81    |
| 4     | Бангладеш | 11     | 19      | 32     | 62    |
| 5     | Непал     | 1      | 6       | 15     | 22    |
| 6     | Мальдивы  | 0      | 0       | 0      | 0     |
| 7     | Бутан     | 0      | 0       | 0      | 0     |